# Curth Anatol Tichy
Curth Anatol Tichy (* 7. August 1923 in Wien; † 28. Juli 2004 in Salzburg) war ein österreichischer Schauspieler.
Von 1944 bis 1946 absolvierte Tichy das Max-Reinhardt-Seminar. Seine Schauspielkarriere begann er in Salzburg und am Wiener Theater im Café Parkring. Danach spielte er in Kaiserslautern, Bielefeld, Lübeck und Hamburg. Seit den 1960er-Jahren hatte er ein Engagement am Wiener Burgtheater.
Tichy war auch in verschiedenen österreichischen Fernsehserien zu sehen, unter anderem in Kottan ermittelt (darin spielte er in 19 Folgen den tollpatschigen Assistenten Alfred Schrammel), Oberinspektor Marek, Die Abenteuer des braven Soldaten Schwejk, in Familie Merian und in einigen Folgen bei Ein echter Wiener geht nicht unter.
Im September 1986, mit Beginn der Direktion Claus Peymann am Wiener Burgtheater, ging er in Pension.
Curth Anatol Tichy fand seine letzte Ruhe auf dem Kommunalfriedhof in Salzburg (Grab-Nr. 060.06.1.001).